# 10cc
I 10cc sono un gruppo musicale inglese originario di Manchester e che ebbe successo negli anni settanta. 
La loro musica si basa sull'uso anticonvenzionale degli strumenti, specialmente delle chitarre. Lo stile della band sfrutta le qualità vocali dei quattro componenti, testi umoristici e ironici e un tessuto sonoro eclettico che richiama al contempo Beatles, Beach Boys, Frank Zappa e glam rock.
I componenti dei 10cc sono Eric Stewart (nato il 20 gennaio 1945 a Droylsden, Manchester), Lawrence "Lol" Creme (nato il 19 settembre 1947 a Prestwich, Manchester), Kevin Godley (nato il 7 ottobre 1945 a Prestwich, Manchester) e Graham Gouldman (nato il 10 maggio 1946 a Broughton Park, Manchester), tutti per lo più polistrumentisti.

## Storia del gruppo

### Origini: Wayne Fontana and the Mindbenders e Hotlegs
Stewart era il chitarrista dei Wayne Fontana and the Mindbenders, gruppo che negli anni sessanta era riuscito a portare qualche brano nelle classifiche discografiche del Regno Unito. Gouldman, Godley e Creme, tutti e tre provenienti dalla comunità ebraica di Manchester, si conoscevano fin da bambini e negli anni sessanta militarono in diverse formazioni beat della cittadina inglese. In tale contesto incontrarono Stewart e formarono con lui gli Hotlegs.
Il gruppo salì in cima alle classifiche nell'estate del 1970 con Neanderthal Man, un brano fatto di poche, essenziali righe di testo e dalla ritmica ossessiva, accentuata da un mixaggio che mette in primo piano la batteria.
Nel 1971 la formazione partecipò alle sessioni di Space Hymns, LP in studio di debutto del britannico Ramases.

### 10cc
Il gruppo cambiò poi nome, adottando la sigla 10cc che secondo alcuni deriva dalla quantità di sperma prodotta dall'uomo nell'eiaculazione (anche se gli stessi membri del gruppo smentirono l'ipotesi, affermando che il nome fu suggerito in sogno a Jonathan King) e pubblicò il primo omonimo album nel 1972.
Il successo arrivò nel 1975 con il brano I'm Not in Love, a cui seguirono The Wall Street Shuffle, Rubber Bullets, I'm Mandy Fly Me, Life is a Minestrone. Nel 1976 Godley e Creme lasciarono la band per perseguire una carriera solista, specialmente come registi di video musicali (tra cui quelli di Every Breath You Take dei Police, A View to a Kill dei Duran Duran, The Power of Love dei Frankie Goes to Hollywood), nonché inventori dell'effetto sonoro conosciuto come "gizmo".
I rimanenti 10cc, ovvero Stewart e Gouldman, riassemblarono la band e continuarono a riscuotere un notevole successo fino alla fine degli anni settanta, con canzoni relativamente più accessibili come The Things We Do for Love, Good Morning Judge e la celeberrima Dreadlock Holiday, dall'andatura reggae. A partire dal decennio successivo, invece le quotazioni della band scesero sensibilmente, portando il complesso a sciogliersi nel 1983.
Nel frattempo, Stewart collaborò con Paul McCartney per buona parte degli anni ottanta, mentre Gouldman formò il duo Wax col cantautore statunitense Andrew Gold. Ci sono stati tentativi di ricomporre il nucleo originario negli anni novanta, ma questi si sono rivelati tentativi occasionali e mai andati a buon fine. Nel 2006 Gouldman e Godley diedero vita al progetto GG06, dichiarando di voler comporre musica per il gusto di farlo.
Stewart e Gouldman sembrano non aver più avuto la necessità di tornare a collaborare. Alla domanda «Parli ancora con Eric?», posta a Gouldman in un'intervista, la risposta fu "No". Nemmeno Godley e Creme sembrano essere intenzionati a suonare insieme.

## Formazione

### Attuale
- Graham Gouldman - voce, chitarra (1972-1983; 1991-1995; 1999-presente)
- Rick Fenn - chitarra (1977-1983; 1993-1995; 1999-presente)
- Keith Hayman - tastiera (2007-2011; 2016-presente)
- Iain Hornal - basso (2013-presente)
- Paul Burgess - batteria (1973-1982; 1999-presente)

### Membri precedenti
- Eric Stewart - voce, tastiera, chitarra (1972-1983; 1991-1995)
- Lol Creme - chitarra, voce (1972-1976; 1991-1992)
- Kevin Godley - batteria, voce (1972-1976; 1991-1992)
- Stuart Tosh - batteria (1977-1981; 1982-1983; 1993-1995)
- Tony O'Malley - tastiera (1977-1978)
- Duncan Mackay - tastiera (1978-1981)
- Vic Emerson - tastiera (1981-1983; morto nel 2018)
- Gary Wallis - batteria (1993-1995)

## Discografia

### Album in studio
- 1973 - 10cc
- 1974 - Sheet Music
- 1975 - The Original Soundtrack
- 1976 - How Dare You!
- 1977 - Deceptive Bends
- 1978 - Bloody Tourists
- 1980 - Look Hear?
- 1981 - Ten Out of 10
- 1983 - Windows in the Jungle
- 1992 - ...Meanwhile
- 1995 - Mirror Mirror

### Live
- 1977 - Live and Let Live
- 1981 - 10cc in Concert
- 1993 - 10cc Alive
- 2007 - The Best of 10cc Live

### Raccolte
- 1975 - 100cc: The Greatest Hits of 10cc
- 1979 - Greatest Hits 1972-1978
- 1987 - Changing Faces - The Very Best of 10cc and Godley & Creme
- 1991 - 10CC and Godley & Creme- The Very Best Of (Mercury – 845 407-2)
- 1993 - Food for Thought
- 1997 - The Very Best of 10cc
- 1998 - The Singles
- 2000 - Best Of The 70's 10CC (Disky SI 990292)
- 2006 - Greatest Hits ... And More
- 2008 - 10CC Colected (Universal 630 576-8)